# 玉龙绒鼠
玉龙绒鼠（学名：Eothenomys proditor）为仓鼠科绒鼠属的动物，是中国的特有物种。分布于云南（丽江、宁浪一带）等地，一般栖息于高山森林。该物种的模式产地在云南丽江。